# 刀自
| ウィキペディアには「刀自」という見出しの百科事典記事はありません（タイトルに「刀自」を含むページの一覧/「刀自」で始まるページの一覧）。 代わりにウィクショナリーのページ「とじ」が役に立つかもしれません。 |